# Granger (New York)
Granger è una città degli Stati Uniti d'America, nello stato di New York, nella Contea di Allegany. Nel 2010 contava 538 abitanti.